# Dolenja vas pri Temenici
Dolenja vas pri Temenici este o localitate din comuna Ivančna Gorica, Slovenia, cu o populație de 16 locuitori.